# Pomatocalpa grande
Pomatocalpa grande är en orkidéart som beskrevs av Gunnar Seidenfaden. Pomatocalpa grande ingår i släktet Pomatocalpa och familjen orkidéer.
Artens utbredningsområde är Vietnam. Inga underarter finns listade i Catalogue of Life.